# Вартопу (Горж)
Вартопу (рум. Vârtopu) насеље је у Румунији у округу Горж у општини Чуперчени. Oпштина се налази на надморској висини од 231 m.

## Становништво
Према подацима из 2002. године у насељу је живело 410 становника, од којих су сви румунске националности.